# Licaria siphonantha
Licaria siphonantha är en lagerväxtart som beskrevs av Lorea-hern.. Licaria siphonantha ingår i släktet Licaria och familjen lagerväxter. Inga underarter finns listade i Catalogue of Life.